# Copacabana Sport Club
Copacabana Sport Club foi uma agremiação esportiva da cidade do Rio de Janeiro, fundada a 28 de março de 2000.

## História
Foi idealizado pelos professores de Educação Física José Roberto de Oliveira Júnior e Eduardo Pedro Húngaro. Desde a sua fundação, o Copacabana foi concebido como uma empresa de futebol, tendo como principal objetivo a descoberta e colocação no mercado de novos talentos.
Ao disputar em 2000 o Campeonato Estadual Profissional da Quarta Divisão, o Copacabana conquistou o vice-campeonato de forma invicta mesmo com apenas sete meses de existência. O Casimiro de Abreu Esporte Clube foi o campeão da competição.
Em 2001, disputou a fase preliminar da Segunda Divisão, se classificando no Grupo "B" para a fase seguinte em terceiro lugar. O primeiro foi o Macaé Esporte Futebol Clube e o segundo, o Rubro Social Esporte Clube. O Esporte Clube Costeira foi o último e acabou eliminado.
Na segunda fase, ficou em último no Grupo "E" ao ser superado pelos classificados Entrerriense Futebol Clube, Macaé Esporte Futebol Clube e os eliminados Goytacaz Futebol Clube, Barra da Tijuca Futebol Clube, Mesquita Futebol Clube, Centro Esportivo Arraial do Cabo, Heliópolis Atlético Clube e Esporte Clube Nova Cidade. O Nova Iguaçu Futebol Clube abandonou a competição.
Após essa curta experiência no futebol profissional a equipe abandonou as competições esportivas.

## Estatísticas

### Participações
|  | Participações em 2018 |

| Competição          | Temporadas | Melhor campanha     | Estreia | Última | P | R |
| Série B1 do Carioca | 1          | Segunda fase (2001) | 2001    | 2001   | – | – |
| Série C do Carioca  | 1          | Vice-campeão (2000) | 2000    | 2000   | – |   |